# Пуавър (атол)
Пуавър (на френски: poivre – в превод пипер) е атол на Сейшелите.
Намира се в близост до източния край на Амирантския бряг. Колония има в източния край на острова сред гъста гора. Разполага с неасфалтирано летище, дълго 1100 м и широко 90 метра.
На този риф има 3 малки островчета:
1. Пуавър (Poivre)- 1,1 km²
2. Флорентин (Florentin) – 0,024 km²
3. Южен остров (Ile du Sud)- 1,356 km²

Атолът е с бели пясъци, буйна растителност, заобиколен от коралов риф и подходящ за гмуркане. Наречен е на губернатора Пиер Пуавър (Pierre Poivre). Населението му е 10 души.